# Estación de Bassens
La estación de Bassens es una estación ferroviaria francesa de la línea París - Burdeos, situada en la comuna de Bassens, en el departamento de Gironde, en la región de Aquitania. Por ella circulan principalmente trenes regionales que unen Coutras con Burdeos.
Se encuentra cerca de la estación de mercancías de Bassens-Appontements. 

## Historia
Fue inaugurada por la Compagnie du chemin de fer de Paris à Orléans en 1852. En 1938 las seis grandes compañías privadas que operaban la red se fusionaron en la empresa estatal SNCF. Desde 1997 la gestión de las vías corresponde a la RFF mientras que la SNCF gestiona la estación.

## Descripción
Esta estación se compone de dos andenes laterales y de dos vías. Dispone de atención comercial de lunes a viernes y de máquinas expendedoras de billetes.

## Servicios ferroviarios

### Regionales
Los trenes regionales TER enlazan las siguientes ciudades:
- Coutras - Burdeos